# Aloe spicata
Aloe spicata es una especie de planta suculenta de la familia de los aloes. Es endémico de Sudáfrica y Suazilandia.

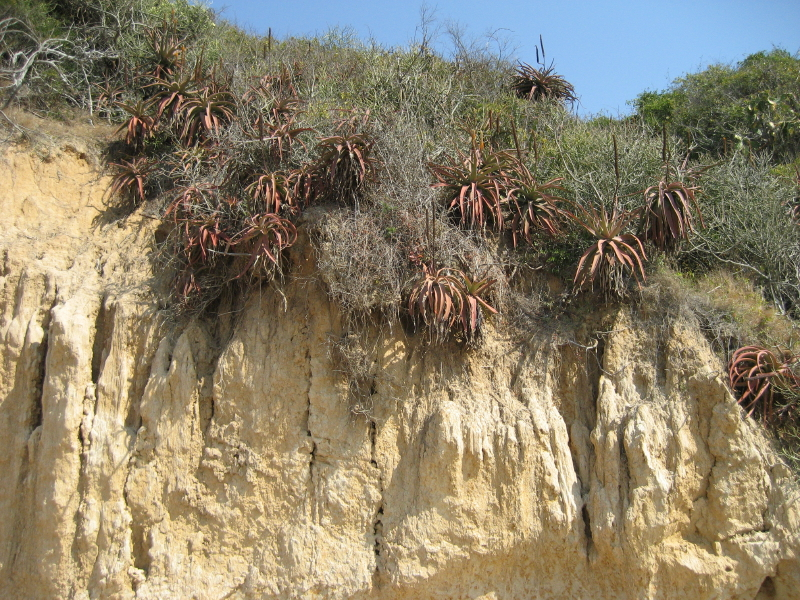
En su hábitat

## Descripción
Es una planta suculenta, que agrupadas hojas en rosetas. Las hojas son alargadas, carnosas con textura cerosa y los márgenes dentados. Las inflorescencias se encuentran en  racimos con flores tubulares de color naranja en la cima de un tallo floral erecto que surge de la roseta.

## Taxonomía
Aloe spicata fue descrita por Carlos Linneo el Joven y publicado en Supplementum Plantarum 205, en el año 1782.
Etimología
Ver: Aloe
spicata: epíteto latino que significa "con espigas".
Sinonimia
- Aloe sessiliflora Pole-Evans[5][2]